# Amicale Sportive Dragons
Amicale Sportive Dragons é um clube de futebol congolês com sede em Quinxassa, o clube começou com o nome de Amicale Sportive Bilima, eles jogam a Linafoot, que é a liga da República Democrática do Congo.

## Campanhas
- Copa Africana dos Campeões: 0

Finalista: 1980, 1985
- Linafoot: 4

1965, 1979, 1982, 1984
- Copa do Congo: 5

1965, 1996, 1997, 1998, 1999